# 島田理化工業
島田理化工業株式会社（しまだりかこうぎょう、英: SPC ELECTRONICS CORPORATION）は、東京都調布市に本社をおく企業。創業は1946年。マイクロ波、ミリ波などを主体とした通信事業部門と、高周波誘導加熱を中心とした産業IH機器部門をもつ。

## 沿革
前身は日本海軍の第二海軍技術廠島田実験所。日本の超一流の科学者を総動員してマイクロ波に関する通称「Z研究」が行われていた。この研究には、後にノーベル物理学賞を受賞した朝永振一郎も参加していた。戦後、高周波技術を平和産業に役立てようと、1946年（昭和21年）主として高周波機器、電気諸計器並びに通信機の製造、販売及び修理を目的として、島田理化工業所を静岡県志太郡島田町（現島田市）に設立した。
- 1946年 静岡県志太郡島田町（現:島田市）に島田理化工業所を創業。
- 1947年 島田理化工業株式会社を設立。東京都千代田区に本社を、静岡県島田市に工場を設置。
- 1948年 東京都中野区に本社を移転。
- 1952年 資本金800万円に増資時、三菱電機が資本参加。
- 1960年 東京都調布市（現在地）に本社および本社工場完成移転。
- 1989年 東京証券取引所市場第二部に上場 資本金40億円に増資。
- 1991年 株式取引単位を1,000株から100株に変更。
- 2001年 東京証券取引所市場第一部に上場。
- 2009年 債務超過により、東京証券取引所市場第二部へ指定替え。
- 2010年 三菱電機との株式交換により完全子会社化、上場廃止。洗浄機器の生産終了。産業機器事業を本社へ移転。
- 2015年 移動体通信機器の生産終了。島田理化テクノサービスを本社に移転。
- 2024年 島田理化テクノサービスは島田理化工業株式会社へ編入

## 製造品目
- 同軸・導波管コンポーネント
  - 衛星／艦船搭載用導波管
  - 導波管／MICサーキュレータ、アイソレータ
  - 各種フィルタ、共用器
  - ロータリージョイント
  - 高電力用ダミーロード（無反射終端器）
- 通信機器
  - 通信用送信機／受信機
  - LNA、LNB(低雑音ダウンコンバータ）
  - ミリ波／準ミリ波帯送受信モジュール
  - 衛星通信地球局用モジュール
- 電子機器
  - レーダ機器試験用シミュレータ
  - 航法装置試験用シミュレータ
  - 加速器用高出力マイクロ波発振器、増幅器
  - HPA（High Power Amplifier : 大電力増幅器）

- 産業機器
  - 高周波溶解装置
  - 高周波焼入・焼鈍装置
  - 高周波焼バメ装置
  - 高周波ろう付、半田付装置
  - 薄板加熱装置(磁性・非磁性材対応)
  - 塗装乾燥装置
  - 高周波シール装置
  - 半導体熱処理（CVD・エッチング・アニール）用高周波インバータ
  - 非接触給電用インバータ
  - 各種高周波インバータ